# Људиново
Људиново (рус. Людиново) град је у Русији у Калушкој области. Према попису становништва из 2010. у граду је живело 40550 становника.

## Становништво
| 1939.  | 1959.  | 1970.  | 1979.  | 1989.  | 2002.  | 2010.  |
| ------ | ------ | ------ | ------ | ------ | ------ | ------ |
| 20.858 | 26.433 | 33.871 | 39.812 | 43.696 | 41.829 | 40.550 |